# Big Time Rush Live!
Big Time Rush 2021 Live! fue la sexta gira de conciertos oficial de la banda estadounidense Big Time Rush. Comenzó el día 13 de diciembre en el Wells Fargo Center de Philadelphia, en el marco del Jingle Ball, y finalizó el día 18 del mismo mes.

## Lista de canciones
La siguiente lista se tomó del concierto del 18 de diciembre en Nueva York.
Set 1
- Windows Down
- Music Sounds Better
- 24/Seven
- Any Kind Of Guy
- Not Giving You Up (nueva canción)
- Song For You
- Call It Like I See It (nueva canción)
- Show Me
- Time Of Our Life
- Stuck
- No Idea
- Halfway There
- Cover Girl
- I Know You Know (Acoustic)
- Worldwide (Acoustic)

Set 2
- Nothing Even Matters
- City Is Ours / Big Night / Til' I Forget About You
- If I Ruled The World
- Confetti Falling

Encore
- Big Time Rush
- Boyfriend

## Fechas del tour
| Norteamérica            |                  |                |                        |
| Día                     | Ciudad           | País           | Lugar                  |
| 13 de diciembre de 2021 | Philadelphia, PA | Estados Unidos | Wells Fargo Center     |
| 15 de diciembre de 2021 | Chicago, IL      | Estados Unidos | Chicago Theater        |
| 16 de diciembre de 2021 | Atlanta, GA      | Estados Unidos | State Farm Arena       |
| 18 de diciembre de 2021 | Nueva York, NY   | Estados Unidos | Hammerstein Ballroom * |

Nota: Kendall no se presentó en Nueva York debido a contagio de COVID-19. El show se llevó a cabo de todas maneras con los restantes 3 integrantes.